# Vlag van Goudswaard

Vlag van de gemeente Goudswaard (1972-1984)

De vlag van Goudswaard is op 28 juni 1972 bij raadsbesluit vastgesteld als de gemeentevlag van de Zuid-Hollandse gemeente Goudswaard. De vlag kan als volgt worden beschreven: 
Drie banen van blauw en wit waarvan de lengten zich verhouden als 2:1:2.
De vlag toont hetzelfde beeld als het gemeentewapen
In 1984 is Goudswaard opgegaan in de gemeente Korendijk. De vlag is daardoor als gemeentevlag komen te vervallen.

## Verwante afbeelding

Het wapen van Goudswaard

Alkemade 
· Ameide 
· Ammerstol 
· Arkel 
· Asperen 
· Benthuizen 
· Bergambacht 
· Bergschenhoek 
· Berkel en Rodenrijs 
· Bernisse 
· Binnenmaas 
· Bleiswijk 
· Bleskensgraaf en Hofwegen
· Bodegraven 
· Boskoop
· Brielle 
· Cromstrijen 
· De Lier 
· Delfshaven 
· Dirksland 
· Everdingen 
· Geervliet 
· Giessenburg 
· Giessenlanden
· Goedereede 
· Goudswaard 
· Graafstroom 
· 's-Gravendeel 
· 's-Gravenzande 
· Groot-Ammers
· Hagestein 
· Haastrecht 
· Hazerswoude 
· Heenvliet 
· Heerjansdam 
· Hei- en Boeicop
· Heinenoord
· Hellevoetsluis 
· Hillegersberg
· Jacobswoude
· Kamerik
· Korendijk
· Koudekerk aan den Rijn
· Krimpen aan de Lek
· Langerak
· Leerdam
· Leidschendam
· Leimuiden
· Lexmond
· Liemeer
· Liesveld
· Maasland
· Middelharnis
· Mijnsheerenland
· Moerhuizen
· Moerkapelle
· Molenwaard
· Monster
· Moordrecht
· Naaldwijk
· Nederlek
· Nieuw-Beijerland
· Nieuwerkerk aan den IJssel
· Nieuw-Lekkerland
· Nieuwpoort
· Nieuwveen
· Noordwijkerhout
· Nootdorp
· Numansdorp
· Oostflakkee
· Oostvoorne
· Oud-Alblas
· Oud-Beijerland 
· Oude-Tonge 
· Oudenhoorn 
· Ouderkerk 
· Ouderkerk aan den IJssel
· Overschie
· Piershil 
· Pijnacker 
· Poortugaal 
· Puttershoek 
· Reeuwijk 
· Rhoon 
· Rijnsaterwoude 
· Rijnsburg 
· Rijnwoude 
· Rockanje 
· Rozenburg 
· Sassenheim 
· Schelluinen 
· Schipluiden 
· Schoonhoven 
· Schoonrewoerd 
· Sommelsdijk 
· Spijkenisse 
· Streefkerk 
· Strijen 
· Ter Aar 
· Valkenburg 
· Vianen 
· Vierpolders 
· Vlist 
· Voorburg 
· Voorhout 
· Warmond 
· Wateringen 
· Westmaas 
· Westvoorne 
· Woerden 
· Woubrugge 
· Zederik 
· Zevenhoven 
· Zevenhuizen 
· Zevenhuizen-Moerkapelle 
· Zuid-Beijerland 
· Zuidland 
· Zwammerdam 
· Zwartewaal